# جون فيربانكس
جون فيربانكس (بالإنجليزية: John B. Fairbanks)‏ هو فنان أمريكي، ولد في27 ديسمبر 1855 في بايسون في الولايات المتحدة، وتوفي في 20 يونيو 1940 في سولت ليك في الولايات المتحدة.

## السيرة الذاتية
ولد جون بويلستون فيربانكس في 27 ديسمبر 1855 في بايسون بولاية يوتا. كان أول فنان من طائفة المورمون ولد في إقليم يوتا. [2] [3]: 49 والداه هما جون بويلستون فيربانكس وسارة فان واجنر. كان والده ، المسمى أيضًا جون بويلستون فيربانكس (1817-1875) ، من أوائل الرواد الذين أتوا إلى يوتا من الأحياء الشتوية في عام 1847. : 38 توفي والده بسبب الالتهاب الرئوي في 14 مايو 1875 ، تاركًا فيربانكس لرعايته للعائلة. على الرغم من أنه أظهر اهتمامًا مبكرًا بالفن ، إلا أنه لم يكن لديه ميل لممارستها كمهنة حتى عام 1877 ، زار استوديوهات جون هافن ، وهو فنان طموح في مثل عمره. كان فيربانكس يجلس في استوديو هافن ويشاهده يرسم بين العمل في الميدان ولعب البيسبول. كان يخفي لوحاته وأعماله الأخرى ، لأنه لا يريد أن يخيب أمل عائلته. عندما أظهر لوالدته في النهاية لوحة منتهية ، لم تصدق في البداية أنه رسمها ، لكنها كانت فخورة بفيربانكس عندما أكدت أخواته أنه رسمها. : 92 أصبح هافن صديقه ومعلمه مدى الحياة. كان فيربانكس يرسم في المساء والسبت.[4]